# Mugur Isărescu
Constantin Mugur Isărescu (pronunciado /ˈmuɡur isəˈresku/; nacido el 1 de agosto de 1949) es el gobernador del Banco Nacional de Rumanía, una posición que ocupó desde septiembre de 1990, con la excepción de once meses (22 de diciembre de 1999 al 28 de noviembre de 2000), durante el cual se desempeñó como primer ministro de Rumanía. Es miembro de la Academia Rumana.

## Educación
Isărescu nació en Drăgăşani, Vâlcea. Su padre era un maestro de escuela, y tras la creación del estado socialista, estudió en la Academia de Estudios Económicos de Bucarest, trabajó como ejecutivo bancario durante la década de 1950 y, a continuación, fue profesor de contabilidad durante 20 años.
Isărescu estudió comercio internacional en la Academia de Estudios Económicos de Bucarest, donde se graduó en 1971 y donde fue profesor ayudante, entre 1975 y 1989. En 1989, Isărescu defendió su tesis doctoral sobre las políticas de tipos de cambio dirigida por Costin Kirițescu.
Durante 19 años, trabajó como investigador en el Instituto de Economía Internacional, un instituto que estaba como todo controlado por la Securitate. Tomó una serie de cursos en Estados Unidos, y publicó varios artículos sobre la economía capitalista. Isărescu afirma que es como si se hubiera estado preparando durante veinte años para los sucesos que tuvieron lugar a partir de 1990.
En febrero de 1990, después de la Revolución rumana de 1989, comenzó a trabajar para el Ministerio de Asuntos Exteriores. En marzo de 1990, fue enviado a trabajar como secretario de asuntos económicos y monetarios en la Embajada rumana en los Estados Unidos, estando a cargo de las relaciones de Rumanía con el Fondo Monetario Internacional y el Banco Mundial.
Esperaba que Rumanía necesitaría las ayudas del FMI no hasta dentro de un par de años, pero se sorprendió al encontrar que el gobierno había agotado las reservas de divisas en tan solo seis meses y, debido a esto, inmediatamente regresó Rumanía en julio de 1990, para presidir el Banco Nacional.

## Gobernador del Banco Nacional de Rumanía
En septiembre de 1990 fue nombrado Gobernador del Banco Nacional de Rumanía por el gobierno rumano. Durante los primeros años, negoció varios acuerdos con el Fondo Monetario Internacional. Su mandato fue renovado por el Parlamento rumano en 1991, 1998, 2004 y 2009.
En 2009, la World Records Academy le nombró como el gobernador que ha permanecido más años al frente de un banco central.

## Primer ministro de Rumanía
En 1999, se le ofreció el cargo de primer ministro de Rumanía, que aceptó con la condición de que pudiera volver al Banco Nacional después. El actual presidente Emil Constantinescu estuvo de acuerdo con los términos y 16 de diciembre de 1999 Isărescu juró como primer ministro de Rumanía, pero solo por un año, ya que en noviembre de 2000, la coalición de gobierno perdió las elecciones.
En noviembre de 2000 Isărescu se postuló para presidente de Rumanía, pero fue derrotado, quedando en cuarto lugar con el 9% de los votos.
A partir de entonces, volvió al Banco Nacional de Rumanía para un nuevo mandato como gobernador.
Es un miembro del Club de Roma, la Comisión Trilateral y fue condecorado con la Gran Cruz y la Banda de la Orden de la Estrella de Rumanía.
Se le consideró en varias ocasiones, entre el 2009 y el 2012 como un reemplazo adecuado para Emil Boc, como primer ministro de Rumanía. Isărescu rechazó la oferta del presidente Băsescu, negándose a volver a asumir su antigua oficina con el fin de permanecer gobernador del BNR.

## Honores
- Familia Real de Rumanía: Caballero Comandante Honorífico de la Orden de la Corona[5]